# Nuclear Energy Agency

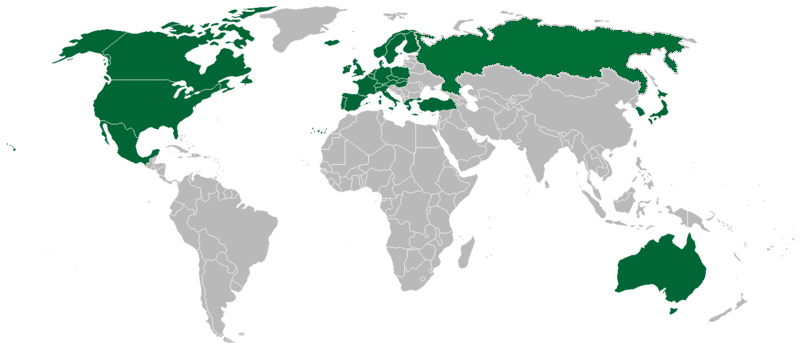
Länder inom NEA

Nuclear Energy Agency (NEA) är en samarbetsorganisation för atomenergifrågor inom OECD. Organisationen grundades 1 februari 1958 under namnet European Nuclear Energy Agency (ENEA). Namnet ändrades 20 april 1972 efter att Japan hade blivit medlem. Organisationens syfte är att bidra till att göra atomenergin till en säker och miljövänlig energikälla.
NEA har (2023) 34 medlemsländer från Europa, Nordamerika och Asien. År 2021 skedde den senaste utökningen då Bulgarien blev medlem. År 2022 uteslöts Ryssland som medlem med anledning av Rysslands invasion av Ukraina.
Medlemsländerna representerar cirka 85% av världens installerade reaktorkapacitet.
Organisationen arbetar inom följande områden:
- Nuclear safety and regulation
- Nuclear energy development
- Radioactive waste management
- Radiation protection and public health
- Nuclear law and liability
- Nuclear science
- Data bank
- Information and communication
- European Nuclear Energy Tribunal

## Medlemsländer
- Argentina
- Australien
- Belgien
- Danmark
- Finland
- Frankrike
- Grekland
- Irland
- Island
- Italien
- Japan
- Kanada
- Luxemburg
- Mexiko
- Nederländerna
- Norge
- Polen
- Portugal
- Rumänien
- Ryssland (suspenderad 2022)
- Slovakien
- Slovenien
- Sydkorea
- Spanien
- Storbritannien
- Sverige
- Schweiz
- Tjeckien
- Turkiet
- Tyskland
- Ungern
- USA
- Österrike